# فریباماهی سیاه
فریباماهی سیاه (نام علمی: Melichthys niger) نام یک گونه از تیره فریباماهیان است.